# Dennis Wideman
Dennis Earl Wideman (* 20. března 1983 Kitchener) je bývalý profesionální kanadský hokejový obránce, který poslední naposledy hrál za Calgary Flames v kanadsko-americké NHL.

## Hráčská kariéra
Byl draftován z London Knights, hrajících juniorskou OHL v osmém kole draftu 2002, jako 241. celkově týmem Buffalo Sabres. Sezonu 2005/06 začal v AHL s Peoria Rivermen a nakonec ho do svého prvního týmu povolali St. Louis Blues, za které 9. listopadu 2005 odehrál svůj debut v NHL, na ledě Columbus Blue Jackets.
V další sezoně hrál za Blues celkem 55 zápasů než byl vyměněn do Boston Bruins za Brada Boyese. V sezoně nasbíral celkem 25 bodů.
31. prosince 2007 vstřelil gól číslo 1 800 v historii týmu Boston Bruins. Bylo to na domácím ledě, když v přesilovce na začátku druhé třetiny překonal brankáře Kariho Lehtonena a Bruins porazili Atlanta Thrashers 5:2. V sezoně si připsal 36 bodů.
Nejlepší výkon své kariéry zaznamenal v sezoně 2008/09, když si ve statistice plus/minus připsal 32 kladných bodů a Bruins tak pomohl k vítězství Východní konference. V sezoně si připsal 13 gólů a 37 asistencí, což byl také nejlepší výkon kariéry.
22. června 2010 byl vyměněn s volbou v prvním kole draftu NHL do Floridy Panthers za Grega Campbella a Nathana Hortona.
Sezónu 2010/11 začal v novém týmu kde odehrál 61 zápasů ve kterých získal 33 bodů kde se stal druhým nejlepším hráčem a nejlepším obráncem týmu v kanadském bodování. 28. února 2011 byl vyměněn do týmu Washington Capitals za Jakea Hauswirtha, který působil na druhé farmě ECHL v týmu South Carolina Stingrays a třetí kolo draftu 2011.
V listopadu 2017 oznámil konec své hokejové kariéry.

## Ocenění a úspěchy
- 2002 OHL - Nejlepší střelec na pozici obránce
- 2004 OHL - Nejlepší střelec na pozici obránce
- 2004 OHL - Nejlepší statistika plus/minus
- 2004 CHL - Druhý All-Star Tým

## Prvenství
- Debut v NHL - 9. listopadu 2005 (Columbus Blue Jackets proti St. Louis Blues)
- První asistence v NHL - 12. listopadu 2005 (Nashville Predators proti St. Louis Blues)
- První gól v NHL - 1. prosince 2005 (St. Louis Blues proti Columbus Blue Jackets, kanadskému brankáři Pascal Leclaire)

## Klubové statistiky
| Sezóna       | Klub                | Soutěž       |     | Základní část | Základní část | Základní část | Základní část | Základní část |   | Play off | Play off | Play off | Play off | Play off |
| Sezóna       | Klub                | Soutěž       | Z   | G             | A             | B             | TM            | Z             | G | A        | B        | TM       |          |          |
| 1999–00      | Sudbury Wolves      | OHL          | 63  | 10            | 26            | 36            | 64            | 12            | 1 | 2        | 3        | 22       |          |          |
| 2000–01      | Sudbury Wolves      | OHL          | 25  | 7             | 11            | 18            | 37            | —             | — | —        | —        | —        |          |          |
| 2000–01      | London Knights      | OHL          | 24  | 8             | 8             | 16            | 38            | 5             | 0 | 4        | 4        | 6        |          |          |
| 2001–02      | London Knights      | OHL          | 65  | 27            | 42            | 69            | 141           | 12            | 4 | 9        | 13       | 26       |          |          |
| 2002–03      | London Knights      | OHL          | 55  | 20            | 27            | 47            | 83            | 14            | 6 | 6        | 12       | 10       |          |          |
| 2003–04      | London Knights      | OHL          | 60  | 24            | 41            | 65            | 85            | 15            | 7 | 10       | 17       | 17       |          |          |
| 2004–05      | Worcester IceCats   | AHL          | 79  | 13            | 30            | 43            | 65            | —             | — | —        | —        | —        |          |          |
| 2005–06      | Peoria Rivermen     | AHL          | 12  | 2             | 4             | 6             | 31            | —             | — | —        | —        | —        |          |          |
| 2005–06      | St. Louis Blues     | NHL          | 67  | 8             | 16            | 24            | 83            | —             | — | —        | —        | —        |          |          |
| 2006–07      | St. Louis Blues     | NHL          | 55  | 5             | 17            | 22            | 44            | —             | — | —        | —        | —        |          |          |
| 2006–07      | Boston Bruins       | NHL          | 20  | 1             | 2             | 3             | 27            | —             | — | —        | —        | —        |          |          |
| 2007–08      | Boston Bruins       | NHL          | 81  | 13            | 23            | 36            | 70            | 6             | 0 | 3        | 3        | 0        |          |          |
| 2008–09      | Boston Bruins       | NHL          | 79  | 13            | 37            | 50            | 34            | 11            | 0 | 7        | 7        | 4        |          |          |
| 2009–10      | Boston Bruins       | NHL          | 76  | 6             | 24            | 30            | 34            | —             | — | —        | —        | —        |          |          |
| 2010–11      | Florida Panthers    | NHL          | 61  | 9             | 24            | 33            | 33            | —             | — | —        | —        | —        |          |          |
| 2010–11      | Washington Capitals | NHL          | 14  | 1             | 6             | 7             | 6             | —             | — | —        | —        | —        |          |          |
| 2011–12      | Washington Capitals | NHL          | 82  | 11            | 35            | 46            | 46            | 14            | 0 | 3        | 3        | 2        |          |          |
| 2012–13      | Calgary Flames      | NHL          | 46  | 6             | 16            | 22            | 12            | —             | — | —        | —        | —        |          |          |
| 2013–14      | Calgary Flames      | NHL          | 46  | 4             | 17            | 21            | 18            | —             | — | —        | —        | —        |          |          |
| 2014–15      | Calgary Flames      | NHL          | 80  | 15            | 41            | 56            | 34            | 11            | 0 | 7        | 7        | 12       |          |          |
| 2015–16      | Calgary Flames      | NHL          | 51  | 2             | 17            | 19            | 30            | —             | — | —        | —        | —        |          |          |
| 2016–17      | Calgary Flames      | NHL          | 57  | 5             | 13            | 18            | 32            | —             | — | —        | —        | —        |          |          |
| Celkem v NHL | Celkem v NHL        | Celkem v NHL | 815 | 99            | 288           | 387           | 503           | 55            | 1 | 31       | 32       | 22       |          |          |